# フランソワ＝マリー (初代ブロイ公爵)
初代ブロイ公爵フランソワ＝マリー・ド・ブロイ（フランス語: François-Marie de Broglie、1671年1月11日 - 1745年5月22日）は、フランス王国の貴族、軍人、後にフランス元帥。

## 生涯
フランソワ＝マリー・ド・ブロイは第2代ブロイ伯爵ヴィクトル＝モーリスの三男として生まれ、名前は祖父フランソワ＝マリーの名前に由来する。早くから軍人の道を歩み、23歳のときには騎兵連隊の大佐に昇進した。
スペイン継承戦争では継続して従軍、マルプラケの戦いに参加した。1710年、中将に昇進、終戦までヴィラール元帥の下でドゥナの戦いなどの戦役に参加した。戦後も軍に留まり、騎兵と竜騎兵の長官に昇進した。ブロイは外交でも活躍、1724年には駐英大使を務めた。
1733年にポーランド継承戦争が勃発すると、再び戦場に戻った。翌年にはフランス元帥に叙され、フランス軍の主要な指揮官の1人としてサン・ピエトロの戦いとグアスタッラの戦いに参加した。エピソードの1つとしては、1734年9月17日にセッキア川で襲撃を受けたとき、間一髪で捕虜にならず、逃走に成功した、というものがある。
1735年でも指揮の責務を全うしたが、アドリアン・モーリス・ド・ノアイユ元帥と交替で更迭された。1740年にプロイセン王フリードリヒ2世が秘密裏にストラスブールを訪問したとき、アルザスの総督（Governor-general）だった。
オーストリア継承戦争中の1742年、ブロイはドイツにおけるフランス軍の指揮官に任命されたが、戦功は1742年5月25日のザハーイの戦いの勝利だけだった。この戦功により、ブロイはブロイ公爵に叙された。1743年に帰国、2年後に死去した。

## 家族
息子に第2代ブロイ公爵ヴィクトル＝フランソワとリュフェック侯爵シャルル＝フランソワがいる。